# Ad Astra (album)
Ad Astra je album české folk-punkové kapely Znouzectnost vydané v roce 2005.
Album je velmi podobné předchozím deskám kapely, texty pojednávají o nástupu techniky (Mars útočí), historických motivech (Minotaur) či válce (Včera brzo ráno). Kapela uveřejnila celé své album volně ke stažení na svých internetových stránkách.
Album obsahuje 14 písní, vyšlo u vydavatelství Sisyfos Records a jeho celková stopáž je 44 minut 15 sekund.

## Seznam skladeb
1. Mars Útočí (3:06)
2. Písnička (3:11)
3. Petr a Strašidla (2:52)
4. Mokasin (2:45)
5. Minotaur (3:39)
6. Verona (3:47)
7. Starý Dům (3:30)
8. Rebelové Bez Príčiny (2:34)
9. Rajské Záhrady (3:54)
10. Za Desatero Prohrami (2:28)
11. Na Úteku (3:42)
12. Úlet (3:02)
13. Vše Jak Má Být (3:02)
14. Včera Brzo Ráno (2:43)